# 平川廃寺跡
平川廃寺跡（ひらかわはいじあと）は、京都府城陽市平川古宮にある古代寺院跡。国の史跡に指定されている。旧大和街道沿い、久津川古墳群の中心付近に位置し、赤塚古墳に接する。現在は、史跡公園として伽藍中心部の塔跡と金堂跡のみを残し、それ以外の寺域部分には民家が建っている。礎石や基壇の復元はなく、建物跡は土壇で確認できるのみである。

## 歴史

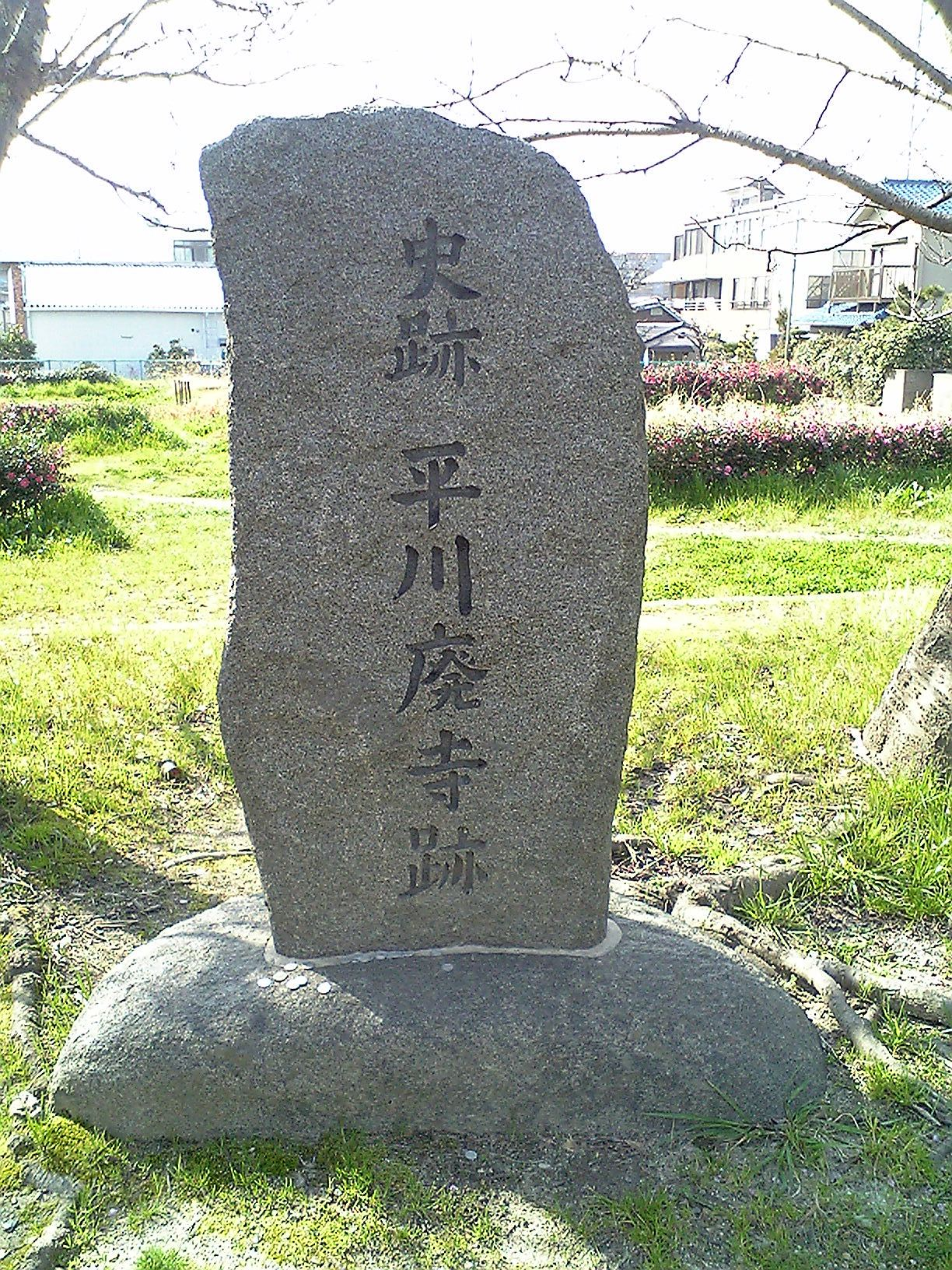
石標（1977年3月20日建立）

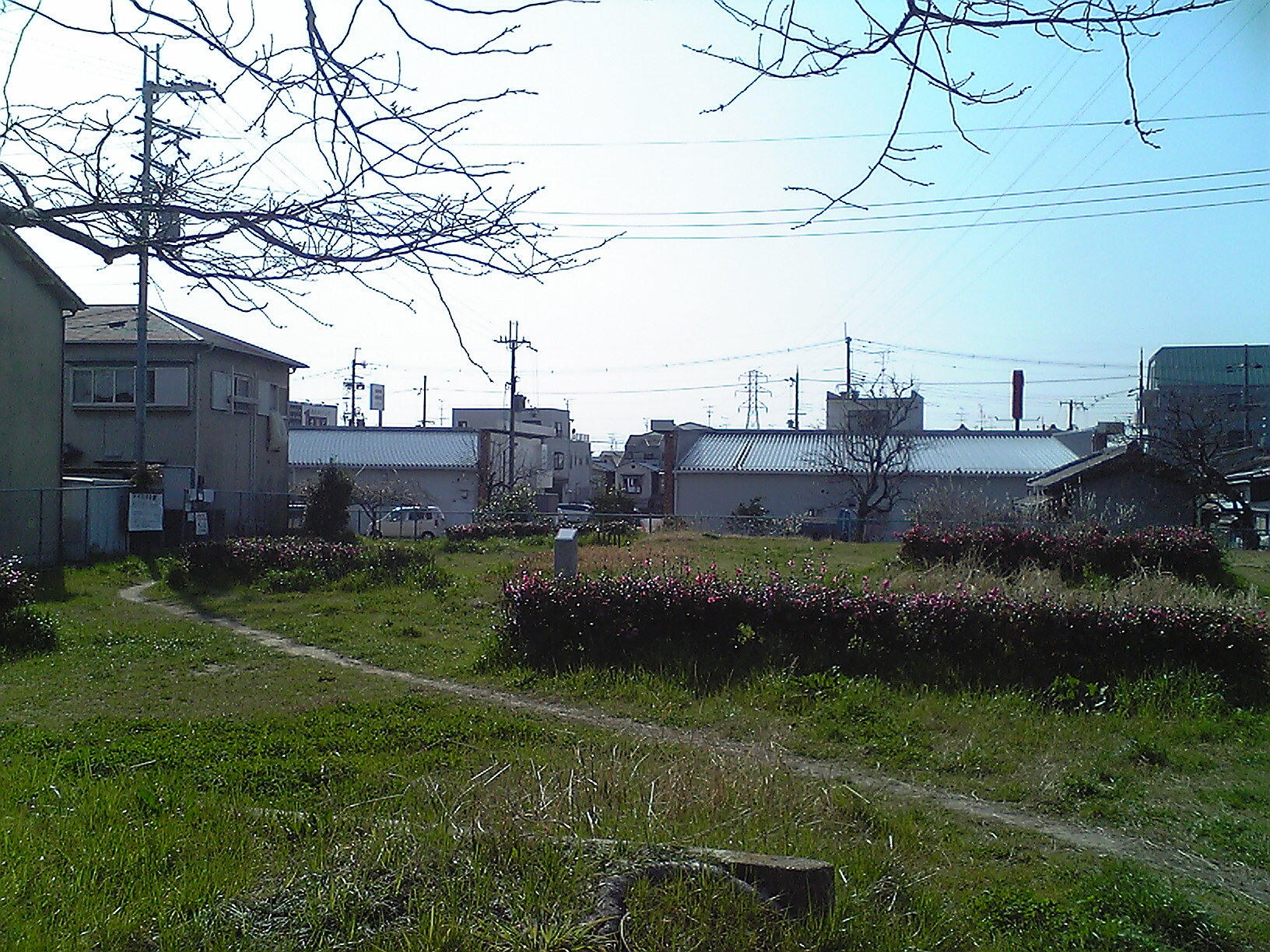
伽藍西側の塔跡付近の土壇

奈良時代中頃に創建され、かつては山城国分寺に匹敵する、奈良時代の南山城地域を代表する大規模な寺院だったと見られる。塔や金堂などの中心建物が火災で焼失し、その後再建されることなく平安時代初期に廃絶したと見られる。文献に記載がなく寺名は地名をとって名付けられた。1975年（昭和50年）11月25日に史跡に指定された。
1943年（昭和18年）頃、瓦が出土することから寺院跡として注目されはじめ、1966年（昭和41年）の発掘調査で建物の瓦積基壇が検出された。続いて、1972年（昭和47年）から1974年（昭和49年）の調査では、塔と金堂の瓦積基壇が検出され、さらにこれらの建物を取り囲む回廊、寺域を区画する築地も確認された。
伽藍配置は、西側に塔、東側に金堂を配置する法隆寺式と考えられる。講堂や中門は確認されていない。塔・金堂を囲む回廊は、東西約81m、南北約72m、寺域は東西約175m、南北約115mと推定される。寺域西側に塔や金堂の中心建物、東側に付属建物を配置していたと見られる。
塔の基壇は直径20cm前後の河原石を立て並べた上に平瓦を横積みにした瓦積基壇で、1辺が17.2mあった。
金堂の基壇は、塔と同じ瓦積基壇で東西が22.5m、南北が17.2mあった。基壇の南辺は、奈良時代末から平安時代初期に南側へ2.2m拡張されている。基壇上では、礎石の据え付け跡が2箇所検出された。
出土した瓦から、創建は奈良時代中頃で、奈良時代末から平安時代初期に修理が行われていることが分かる。しかし、修理後まもなく塔と金堂は火災により焼失し、寺はその後再建されることなく姿を消してしまったと見られる。
藤田智子はこの地（山背国久世郡）に拠点を持ち、建築・芸術分野で高い技術力を有していたとみられる渡来人系の黄文氏の氏寺とする説を提示すると共に、軒瓦の分析から同じ山背国の相楽郡で進められていた恭仁宮と同じ瓦が使われており、恭仁宮建設（741年）の頃に国家の何らかの援助を得て建立されたとしている。木本好信は、藤田説を受けて黄文氏と橘諸兄政権の密接なつながりを推定して、橘奈良麻呂の変の背景を論じている。

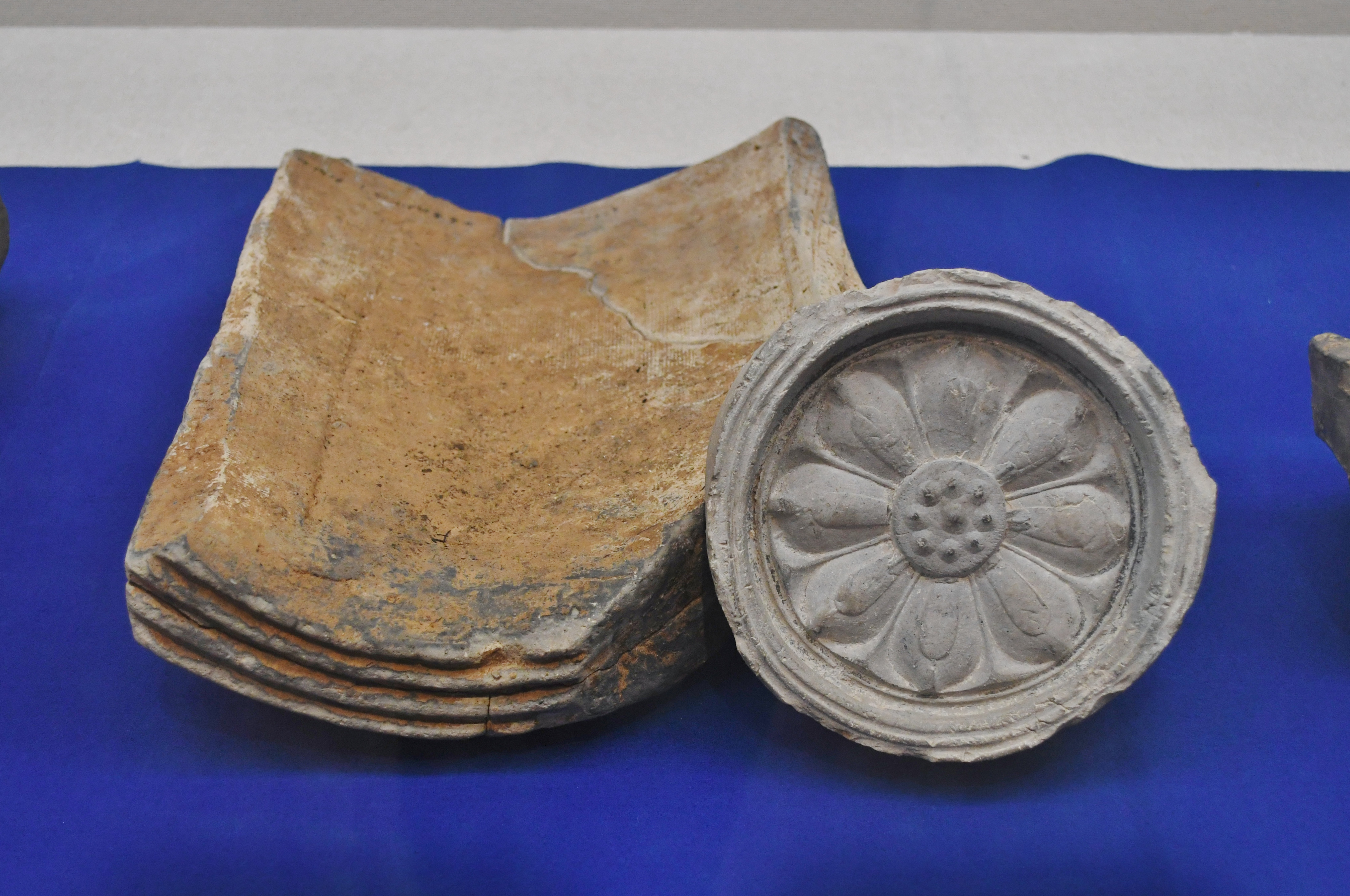
軒丸瓦・軒平瓦 城陽市歴史民俗資料館（五里ごり館）展示。
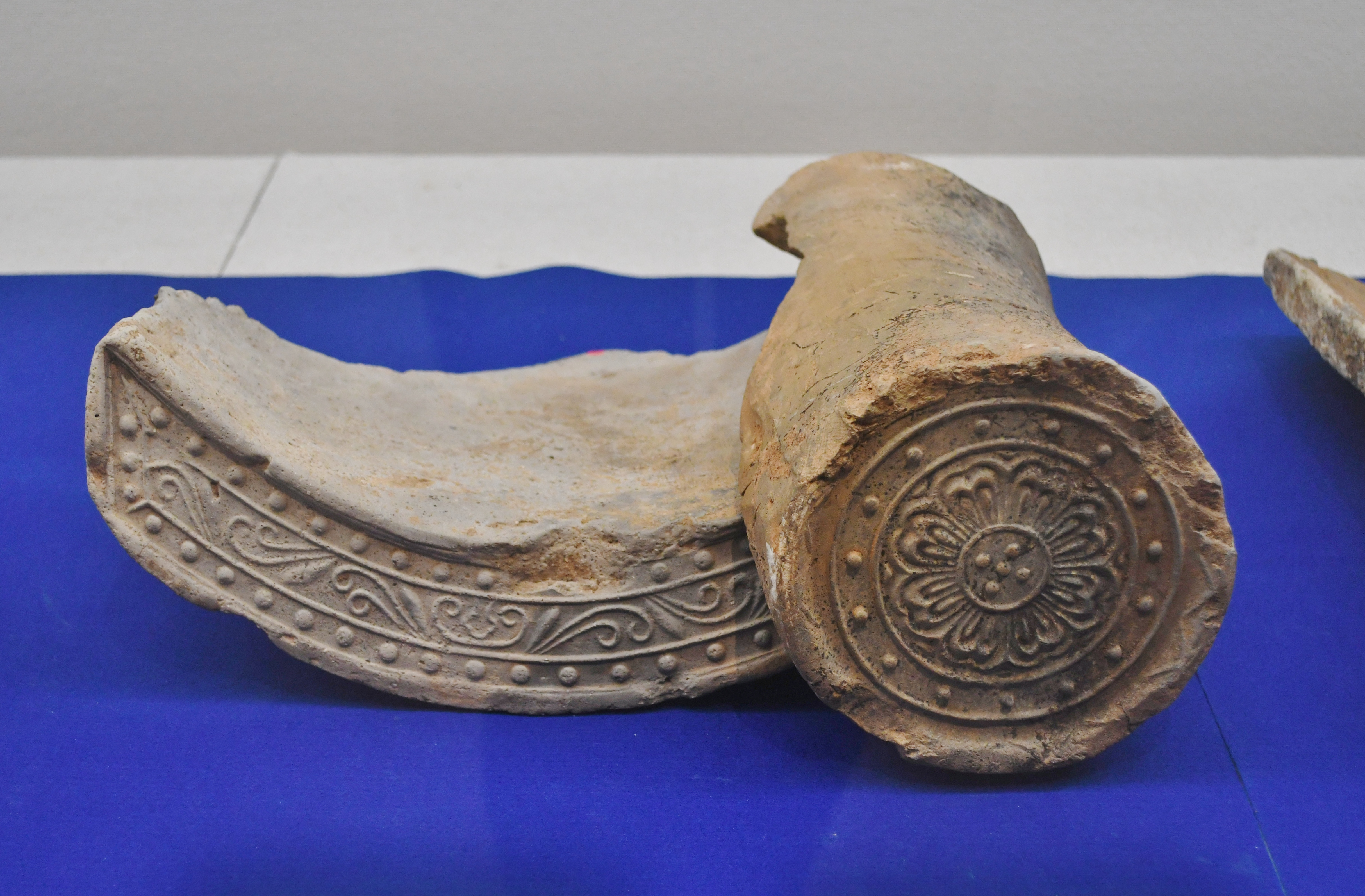
軒丸瓦・軒平瓦 城陽市歴史民俗資料館（五里ごり館）展示。

## 赤塚古墳
平川廃寺跡の西側築地の外側で赤塚古墳が見つかった。築地はこの古墳を壊さないように古墳を避けて巡っていた。古墳は、すでに墳丘のほとんどを削られていたが、南側に造り出しをもつ直径約22.5mの円墳で、使用された埴輪から5世紀後半の築造と考えられる。

## アクセス
- 近畿日本鉄道 久津川駅から徒歩約15分